# Locorotondo
Locorotondo (U Curdunn in dialetto locorotondese) è un comune italiano di 13 783 abitanti della città metropolitana di Bari, in Puglia.

## Geografia fisica
Locorotondo confina a nord con Fasano e Alberobello, a ovest e a sud con il territorio di Martina Franca e a est con Cisternino.
Sorge nella Valle d'Itria dove secoli fa la tradizione vuole scorresse l'omonimo fiume, ma il nome Valle deriva dalla Madonna dell'Odegitria. 
Locorotondo conta 146 contrade. Queste hanno nomi strani e caratteristici come Pozzomasiello, Francischiello, Macco Macco, Muso Rosso, Uacella e Ficazza.
Le principali frazioni del paese della Valle d'Itria sono: San Marco, Trito, Mancini, Tagaro, Lamie di Olimpia, Crocifisso e Pellegrini.
Caratteristica la calce bianca che illumina gli edifici, pratica diffusa oltre che a Locorotondo in tutta la Valle d'Itria, specialmente nei comuni di Cisternino, Ceglie Messapica e Ostuni.

## Origini del nome
Questo comune ha avuto molti nomi prima di quello attuale. Inizialmente si chiamava Casale San Giorgio (in onore del patrono), poi Casale Rotondo, successivamente Luogorotondo e solo nel 1834 fu chiamato Locorotondo. Il toponimo richiama la caratteristica forma del centro storico, un insieme di piccole case bianche disposte su anelli concentrici.

## Storia
La nascita del comune di Locorotondo risale intorno all'anno 1000; situato anticamente ai piedi della collina, successivamente in cima, Locorotondo fu ampliato dopo un miracolo di san Giorgio martire, così la devozione del popolo fece costruire una cappella al Santo, che verso l'inizio del Seicento fu proclamato patrono del paese. Al 1645 risale la prima edizione del "Dono", che fino allo scorso secolo era la consegna di un cero e di una corona di fiori alla sacra immagine del santo patrono; successivamente la cerimonia si trasformò nella consegna delle chiavi d'oro della città al Santo nel giorno del 22 aprile (la cerimonia continua ancora oggi). Nel 1790 il popolo voleva una nuova chiesa più grande, così sopra le macerie della cappella di San Giorgio fu costruita la maestosa chiesa madre, dedicata sempre al santo patrono.
La grande devozione di san Rocco si deve al fatto che il santo passò da Locorotondo e liberò il popolo dalla peste. Nel 1700 circa fu costruita la preziosa statua del santo pellegrino con le offerte della gente, qualche anno dopo venne costruita la chiesa al Santo, nel 1787 fu proclamato primo santo patrono di Locorotondo, dal 1897 nasce la fiera di san Rocco tra le più antiche della Puglia, che si tiene ancora oggi nei giorni della festa patronale di san Rocco, nel 1957 nasce la gara pirotecnica dedicata a san Rocco, tra le più antiche del Sud Italia.
Il 16 ottobre del 1860 viene trovato un antico quadro nelle campagne del paese della Vergine Maria, immerso di catene, tante che tra la mano destra e la mano sinistra della Madonna rimane il segno di una catena, così nasce il culto della Madonna della Catena, qualche anno dopo viene costruito una chiesa nella campagna dove venne ritrovato il quadro, successivamente la chiesa viene denominata in Basilica Minore di Maria S.S. della Catena, si unisce al culto della Madonna, quello dei santi Cosma e Damiano, grazie alla forte devozione della vicina Alberobello.

### Simboli
Lo stemma e il gonfalone sono stati riconosciuti con DCG del 26 maggio 1935.
Il gonfalone è un drappo di azzurro.

## Monumenti e luoghi di interesse
- Chiesa Madre di San Giorgio Martire del XVIII secolo, costruita tra il 1790 e il 1825. Al suo interno si trovano bassorilievi in pietra risalenti al XIV secolo.
- Parco Basile-Caramia.
- Palazzo DeBernardis.
- Centro storico con le tipiche "Cummerse" (case con tetto a spioventi costruite con pietre a secco).
- Il trullo (tipica abitazione rurale della Valle d'Itria). Da visitare il Trullo nella contrada Marziolla, il più antico trullo pugliese (1509).
- Chiesa della Madonna della Greca il cui primo riferimento documentario risale al 1520, anche se appare evidente la sua origine più remota.
- Cinema Auditorium Comunale.
- Cantina Sociale del vino "Locorotondo DOC".
- Torre dell'Orologio del 1819
- Villa Comunale ed il sottovilla.
- Parco Giochi Comunale.
- Via Nardelli (meglio nota come "Lungomare" poiché si affaccia sulla Valle d'Itria).
- Ecomuseo della Valle d'Itria.
- Chiesa di San Rocco del 1710 (dove all'interno è venerata la statua processionale di San Rocco).
- Chiesa di Maria Addolorata (chiamata dal popolo di San Gaetano) del 1728.
- Chiesa di Santa Maria Annunziata (chiamata dal popolo di Santa Lucia) del 1813.
- Basilica Minore dei Santi Cosma e Damiano e della Madonna della Catena, del 1866.
- Chiesetta di Sant'Antonio da Padova del 1697.
- Chiesetta di San Nicola di Bari del 1582.
- Chiesetta della Beata Vergine Maria del Soccorso del 1642.

## Società

### Evoluzione demografica
Abitanti censiti

### Etnie e minoranze straniere
Al 31 dicembre 2023 gli stranieri residenti nel comune sono 551, pari al 3,57% della popolazione. Di seguito sono riportati i gruppi più consistenti:

## Cultura

### Cucina
- Gnumeredd Suffuchet (Involtini soffocati)
- Orecchiette con un caratteristico sugo di carni miste, spesso di coniglio, ben diverso dal ragù
- La Cottiè (Cotoletta con mozzarella e funghi)
- Galletto castrato al forno
- Calzone di carne e cipolla
- A' Cialled'  (Insalata di pane e acqua)

### Filmografia
A Locorotondo sono state effettuate numerose riprese cinematografiche tra cui:
- Casanova 70, di Monicelli del 1965;
- Polvere di Stella di Alberto Sordi con A.Sordi e Monica Vitti nel 1973;
- Così è la vita di e con Aldo, Giovanni e Giacomo nel 1998;
- Mio cognato con Sergio Rubini nel 2002;
- Le bande nel 2005;
- Baciami piccina con Vincenzo Salemme nel 2006.

Si sono effettuate anche le riprese di varie fiction comiche pugliesi tutte per Telenorba come:
- Very Strong Family 6 con Emanuele De Nicolò e Donata Frisini, più celebri come "Manuel & Kikka" nel 2000;
- Catene 4 con Dante Marmone e Tiziana Schiavarelli nel 2004.

### Festa patronale di San Giorgio Martire
La festa di San Giorgio Martire, protettore di Locorotondo (fino al 1786 patrono del paese), si tiene ogni anno dal 21 al 24 aprile.
Nei giorni della festa in onore del santo protettore, le vie cittadine sono illuminate dalle luminarie, vari spettacoli di arte pirotecnica nella Valle d'Itria, concerti bandistici e bancarelle di merci varie.
La sera del 22 aprile, vigilia della solennità, nella chiesa madre dedicata a San Giorgio si svolge la "cerimonia del dono", ossia la consegna delle chiavi del paese a San Giorgio da parte del sindaco. Il 23 aprile, giorno della solennità di San Giorgio, sempre nella chiesa madre si celebrano messe solenni in onore del santo protettore e, in serata, si svolge la processione con il simulacro di San Giorgio portato lungo le strade del paese, accompagnato dalla banda cittadina. Al termine, viene lanciato un pallone aerostatico.

### Festa patronale di San Rocco

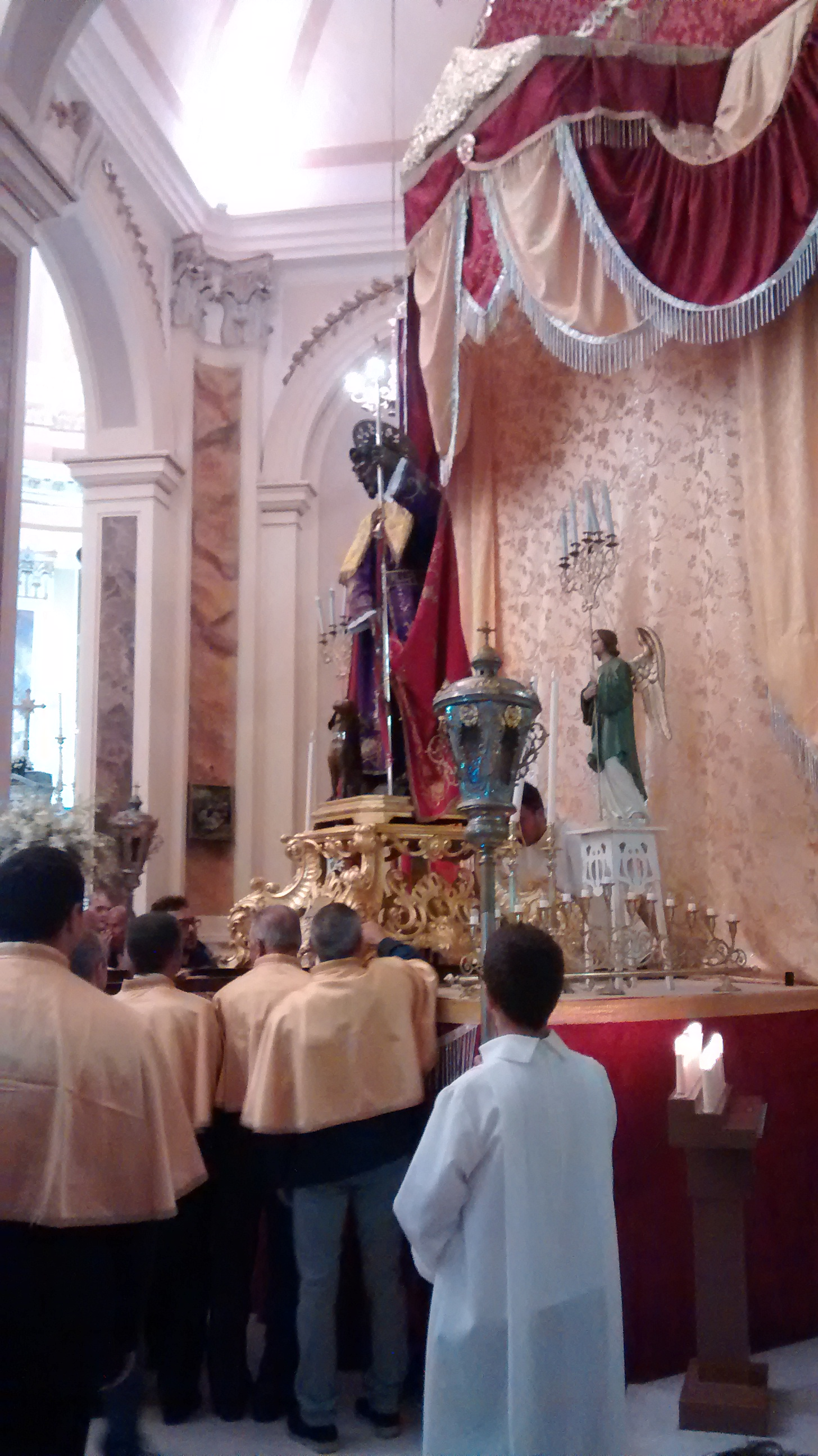
Statua di San Rocco intronizzata nella Chiesa Madre, in occasione della festa patronale.

La festa religiosa più importante del paese è quella di San Rocco, patrono di Locorotondo dal 1787. La festa inizia il 6 agosto con la novena nella chiesa dedicata al santo e termina il 17 agosto.
Il 14 agosto la giornata inizia con il lancio di botti e per tutta la mattinata si svolge una fiera di bestiame e merci varie; in serata è previsto uno spettacolo musicale offerto del comune di Locorotondo.
Il 15 agosto (Ferragosto) in mattinata continua il lancio di botti e la fiera . In serata nella chiesa di San Rocco viene celebrata la messa della vigilia e a seguire si svolge la processione con i simulacri della Vergine Maria Assunta in cielo e San Rocco che dalla chiesetta a lui dedicata viene portato nella chiesa madre.
Il giorno di San Rocco (16 agosto) la banda cittadina fin dall'alba gira per il paese per annunziare l'inizio della giornata festiva. Le messe solenni hanno inizio alle 6 del mattino. A mezzogiorno si svolge la processione solenne con il simulacro di San Rocco trasportato per le vie del centro storico. In serata, dopo la messa solenne con la partecipazione delle autorità cittadine e un'altra processione, nella piazza principale ha luogo la consegna delle chiavi della città al santo patrono da parte del sindaco. A mezzanotte si svolge la gara di fuochi d'artificio, tradizione iniziata nel 1957.
L'ultimo giorno dei festeggiamenti in onore del santo patrono di Locorotondo (17 agosto) inizia con i lanci di fuochi d'artificio, concerti bandistici, e in serata la processione di rientro del simulacro che dalla chiesa madre ritorna nella chiesetta dedicata allo stesso San Rocco. A conclusione dei festeggiamenti a mezzanotte ha luogo la "Saga di fuochi pirotecnici".

### Eventi
- Locus Festival: festival nato nel 2001, con vari concerti musicali durante l'estate di artisti nazionali e internazionali;
- Natale in musica: settimane precedenti al Santo Natale nel Centro Storico.

## Infrastrutture e trasporti
Locorotondo è collegata al resto della Puglia tramite la stazione ferroviaria delle Ferrovie del Sud Est posta sulla linea Bari-Taranto, e ai servizi di trasporto automobilistico offerti dalla suddetta società e dalle Autolinee Lorusso, che dal 2004 fa parte del Cotrap. Le stazioni ferroviarie attigue sono Alberobello e Martina Franca.

## Amministrazione
| Periodo | Periodo | Primo cittadino  | Partito                 | Carica  | Note  |
| ------- | ------- | ---------------- | ----------------------- | ------- | ----- |
| 2008    | 2011    | Giorgio Petrelli | Lista civica            | Sindaco | [ 7 ] |
| 2011    | 2020    | Tommaso Scatigna | Il Popolo della Libertà | Sindaco | [ 8 ] |

### Gemellaggi
- Montpellier, dal 2006

## Sport
A Locorotondo sono presenti più società e gruppi sportivi impegnati in vari settori: atletica leggera, pallavolo, ciclismo, calcio, ecc.
Pallavolo femminile milita in Serie D, pallavolo maschile in Serie B/2.

### Atletica
La società di riferimento per l'atletica è l'Alteratletica Locorotondo che nasce dall'unione di alcuni membri dei passati gruppi sportivi locali, ovvero l'Atletica Cantina Sociale Locorotondo e l'ARCI-UISP. Gli atleti che compongono la società, per la maggior parte appartenenti al settore assoluto femminile, partecipano a competizioni sia a livello regionale che a livello nazionale e internazionale, conseguendo importanti risultati anche in manifestazioni di rilievo come i Campionati Italiani di Atletica Leggera e i Campionati Mondiali di Atletica Leggera.

### Calcio
Le origini del calcio locorotondese risalgono agli anni trenta, ma la prima partecipazione ufficiale ad un campionato è del 1948.
Da allora la squadra locale ha partecipato con relativa continuità ai campionati dilettantistici regionali, partecipando anche al campionato di Serie D, ottenendo un 4º posto nel campionato 2000-01. Ultimo campionato disputato in Serie D anno 2001-02 con la retrocessione in Eccellenza Puglia. La denominazione sociale è cambiata più volte nell'arco della storia calcistica. L'attuale squadra di calcio della città, la Sudest A.C. Locorotondo, fondata a Casamassima e poi trasferitasi a Locorotondo, milita in Eccellenza.

### Manifestazioni sportive
Il 30 marzo 2014 si sono svolti i Campionati italiani di marcia su strada (individuali e di società).